# Quitman, Mississippi
Quitman är administrativ huvudort i Clarke County i Mississippi. Orten har fått sitt namn efter John A. Quitman.

## Kända personer från Quitman
- Antonio McDyess, basketspelare